# Baltie
Baltie — візуально перетворена мова програмування, що використовується в освітніх цілях. Він заснований C -подібною мовою Baltazar, але всі команди замінені на іконки, в результаті чого середовище розробки стає візуальним. Baltie 4 ґрунтується на C# і дозволяє використовувати текстові команди замість іконок.
Всі три версії Baltie розробляються компанією SGP Systems з 1996 року. Мова повністю пропрієтарна; демо-версії Baltie 2 та Baltie 3 доступні для ознайомлення безкоштовно.
«Версії» мови відповідають рівню абстракції, що використовується під час створення програм. Baltie 2 дає програмісту тільки ручне керування спрайтом-чарівником і є швидше за іграшку, ніж повноцінною мовою програмування. У Baltie 3 є базове програмування в процедурній парадигмі з використанням команд-іконок з досить широкого набору, в тому числі математичні та логічні функції, функції роботи з файлами та рядками, керуючі структури та засоби взаємодії з користувачем. Baltie 4 дозволяє «справжнє» програмування, з текстовими командами C# замість іконок та підтримкою об'єктно-орієнтованої парадигми та багатопоточності.